# Born in the Wild
Born in the Wild è il primo album in studio della cantante nigeriana Tems, pubblicato il 7 giugno 2024 dalla RCA e dalla Since '93.

## Antefatti e promozione
Nel 2022 Tems, attraverso un tweet, aveva fissato la data di uscita del suo album di debutto all'anno successivo. Tuttavia, la cantante ha fornito aggiornamenti a riguardo solo a marzo 2024, quando ha confermato a Billboard che il progetto era stato completato. In seguito ha tenuto delle sessioni di ascolto in anteprima a Lagos, Londra e Los Angeles.
A supporto dell'album Tems ha intrapreso il Born in the Wild Tour, partito a giugno 2024 e che ha toccato Europa, Australia e Nord America.

## Accoglienza
| Recensione      | Giudizio |
| --------------- | -------- |
| Clash           | 8/10     |
| NME             |          |
| Pitchfork       | 7.8/10   |
| Spin            |          |
| The Guardian    |          |
| The Independent |          |

Born in the Wild è stato accolto con recensioni ampiamente positive da parte dei critici musicali. Su Metacritic, sito che assegna un punteggio normalizzato su 100 in base a critiche selezionate, il disco ha ottenuto un punteggio medio di 86 basato su sette recensioni.

## Tracce
1. Born in the Wild – 2:16
2. Special Baby (Interlude) – 1:28
3. Burning – 2:55
4. Wickedest – 2:36
5. Love Me Jeje – 2:58
6. Get It Right (feat. Asake) – 3:19
7. Ready – 3:45
8. Gangsta – 2:41
9. Fortunate – 3:39
10. Boy O Boy – 2:52
11. Forever – 3:16
12. Free Fall (feat. J. Cole) – 3:12
13. Voices in My Head (Interlude) – 1:27
14. Turn Me Up – 3:36
15. Me & U – 3:12
16. T-Unit – 3:03
17. You in My Face – 4:28
18. Hold On – 4:05

## Classifiche
| Classifica (2024) | Posizione massima |
| ----------------- | ----------------- |
| Belgio (Fiandre)  | 86                |
| Belgio (Vallonia) | 135               |
| Canada            | 52                |
| Francia           | 74                |
| Paesi Bassi       | 29                |
| Regno Unito       | 25                |
| Stati Uniti       | 56                |
| Svezia            | 22                |